# Nissan Bakkie
A Bakkie é uma picape compacta da Nissan.